# Реактивний ранець

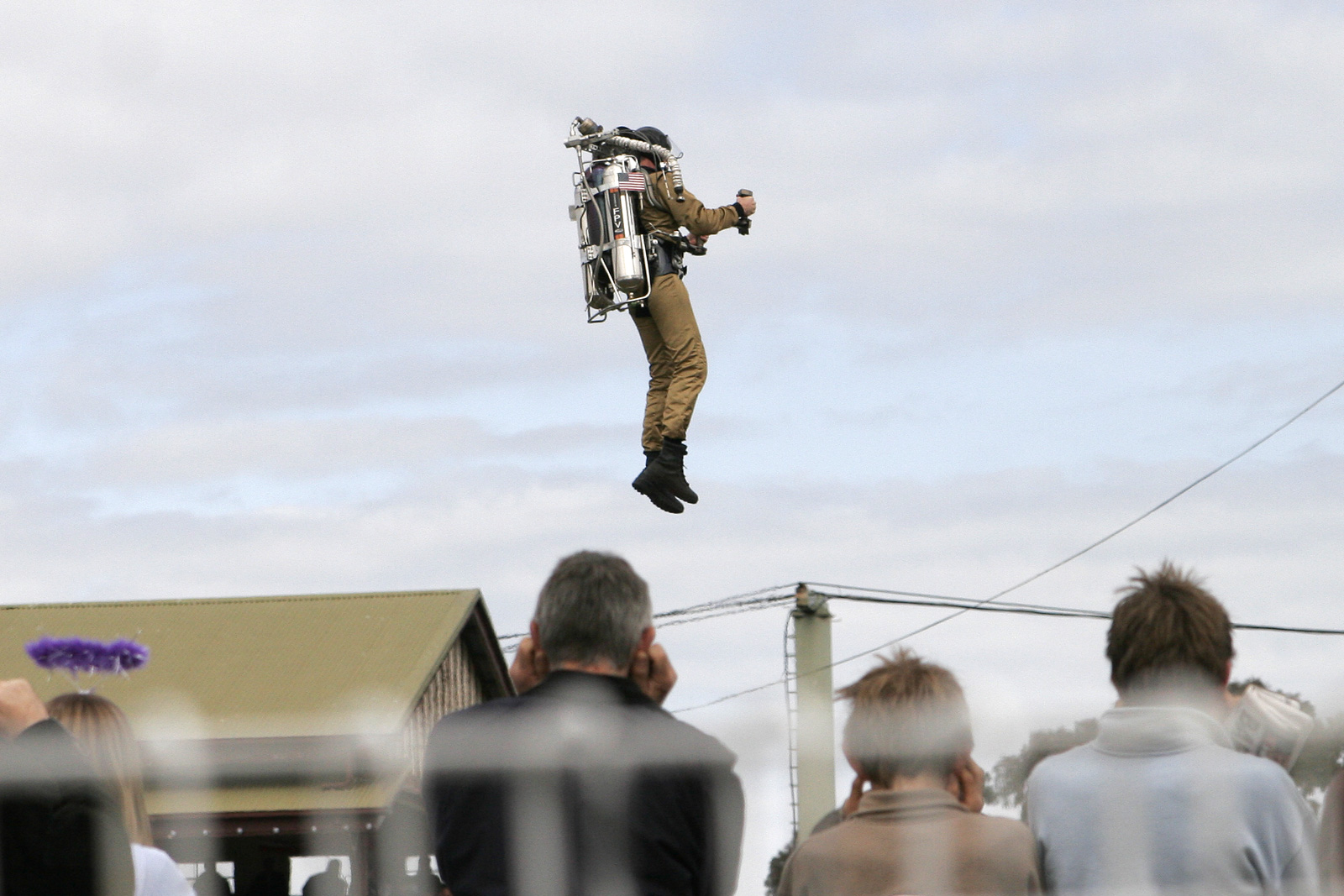
Реактивний ранець

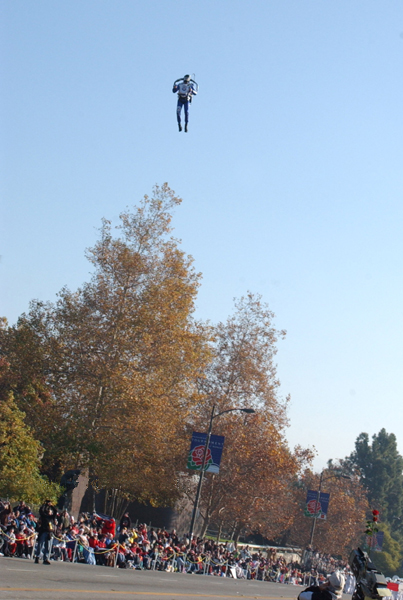
Реактивний ранець

Реактивний ранець (англ. jet pack, rocket pack, rocket belt тощо) — персональний літальний апарат, що кріпиться на спині, і який дозволяє людині підніматися в повітря за допомогою реактивної тяги. Тяга створюється за рахунок реактивного струменя, що викидається двигуном вертикально вниз.
Розрізняють два основних типи реактивних ранців:
- ранець із ракетним двигуном (ракетний ранець, rocket pack або rocket belt);
- ранець із турбореактивним двигуном (власне реактивний ранець, jet pack або jet belt).